# William Noble Andrews
William Noble Andrews (ur. 13 listopada 1876, zm. 27 grudnia 1937) – amerykański polityk związany z Partią Republikańską. W latach 1919–1921 był przedstawicielem pierwszego okręgu wyborczego w stanie Maryland w Izbie Reprezentantów Stanów Zjednoczonych.